# Metacognizione
Con metacognizione si indica un costrutto teorico utilizzato in ambito psicologico e educativo. La metacognizione indica un tipo di autoriflessività sul fenomeno cognitivo, attuabile grazie alla possibilità di distanziarsi, auto-osservare e riflettere sui propri stati mentali. 
L'attività metacognitiva ci permette, tra l'altro, di controllare i nostri pensieri, e quindi anche di conoscere e dirigere i nostri processi di apprendimento. Il termine metacognizione significa letteralmente "oltre la cognizione", ed è usato per indicare la cognizione sulla cognizione, o più informalmente, il pensiero sul pensiero.

## Storia del concetto
Il termine fu introdotto dallo psicologo dell'età evolutiva John H. Flavell nel 1976, anche se gli scritti sulla metacognizione possono essere rintracciati almeno fino a De anima e Parva naturalia del filosofo greco Aristotele. Flavell ha definito la metacognizione come conoscenza e controllo della cognizione. Ad esempio, una persona si sta impegnando in metacognizione se nota di avere più problemi nell'apprendere A rispetto a B, o se capisce che dovrebbe ricontrollare C prima di accettarlo come fatto accertato. 
Anche gli psicologi neopiagetiani si sono occupati del tema: la teoria di Andreas Demetriou usa il termine ipercognizione per riferirsi a processi di auto-monitoraggio, autorappresentazione e autoregolazione, che sono considerati componenti integranti della mente umana. Inoltre, con i suoi colleghi, ha sostenuto che questi processi partecipano all'intelligenza generale, e in particolare a quella componente definita intelligenza fluida.
La metacognizione può essere scomposta nelle singole componenti che riguardano il monitoraggio e il controllo dei singoli processi cognitivi che compongono la cognizione. Quindi esiste la metamemoria, la meta-attenzione, la meta-comprensione, e così via.

## Strategie metacognitive
Le principali strategie per promuovere la metacognizione riguardano la selezione, l'organizzazione, l'elaborazione e la ripetizione delle informazioni; altre strategie includono l'auto-interrogazione (ad es. "Cosa so già di questo argomento? Come ho risolto problemi come questo prima?"), pensare ad alta voce mentre si svolge un'attività e realizzare rappresentazioni grafiche (ad es. mappe concettuali, diagrammi di flusso, reti semantiche) dei propri pensieri e conoscenze. Anche l'atto fisico della scrittura gioca un ruolo importante nello sviluppo delle capacità metacognitive.

## Metacognizione nella lettura
Nei primi anni di scolarità, la lettura è finalizzata all'apprendere a saper leggere bene, successivamente l'attenzione si sposta sulla capacità di leggere per apprendere. Le strategie metacognitive permettono al lettore di comprendere, "attività complessa che implica una serie di processi che vengono attivati a seconda dei diversi scopi per cui si legge". I primi processi metacognitivi sono considerati passivi, cioè il lettore si limita ad acquisire le informazioni in entrata. I processi del secondo tipo sono attivi, il lettore sulla base delle informazioni estrapolate dal testo produce aspettative e ne controlla la validità. Le strategie più comuni sono: ricostruzione della coerenza locale, interconnessioni dei vari significati; macro-strategie che si dividono in strategie contestuali, rivolte alla valutazione della coerenza globale del testo e strategie testuali, rivolte alla comprensione della sintassi. La promozione delle strategie metacognitive influenza positivamente la capacità di comprensione della lettura, inoltre aiuta chi legge a conoscere la sua identità cognitiva ed emotiva.